# Ю Ки-хьон
Ю Ки Хьон (на корейски: 유기현) познат още като Кихьон (Kihyun), е южнокорейски певец. Той е вокалист на южнокорейската група „Monsta X“, която дебютира под управлението на „Starship Entertainment“ през 2015 г.

## Биография

### Ранен живот и образование
Кихьон е роден на 22 ноември 1993 г. в Goyang, Южна Корея. Има по-голям му брат (който живее в Япония). Кихьон е завършил „Dong-ah Institute of Media and Arts“.

## Кариера

### 2014 – 2015 г.: Дебют и начало на кариерата
През декември 2014 г., той се състезава в Mnet's survival show „No.Mercy“. Заедно с още 6 момчета, те сформират хип-хоп идол групата Monsta X и дебютират под управлението на Starship Entertainment на 14 май 2015 г. По време на състезанието, той също издава 2 съвместни песни, „Pillow“ с Soyou от Sistar на 14 януари, и „0 (Young)“ с Giriboy, Mad Clown, Jooyoung и други, на 4 февруари, 2015 г.
През май 2015 г., Кихьон и колегата му Чу хьон записват телевизионен саундтрак на име „Attractive Woman“, за корейската драма Orange Marmalade. През октомври, той също пее първия си оригинален саундтрак „One More Step“ за MBC телевизионна драма She Was Pretty.

### 2016 до момента: Оригинални саундтракове
Кихьон се появява като състезател на King of Mask Singer, познат като „Tell Them I’m the Dragon King“, на 3 януари 2016 г. Той спечели първия кръг срещу Namjoo от Apink, известна като „Good Daughter Shim Cheong“. За съжаление, на втория кръг на състезанието той загуби от Лим Йонг-Хи, известен като „Rolled Good Fortune“ с разликата от само 3 гласа. Оригиналният саундтрак, озаглавен „The Tiger Moth“, за драма на MBC Shopping King Louie, е издаден на 27 октомври 2016 г. с две версии, в които акустичната версия е изпята от Кихюн.
През юни 2017 г. излиза оригинален саундтрак, озаглавен „I've Got A Feeling“ за драмата на SBS „Suspicious Partner“.
През май 2018 г. записва „Can't Breathe“ за MBC's Partners for Justice с колегата си Jooheon, а през юни записва „Love Virus“ за драмата на TvN, What's Wrong with Secretary Kim заедно с SeolA от WJSN.